# Алазейско плато
Алазѐйското плато (на руски: Алазейское плоскогорье) е плато, разположено в междуречията на реките Индигирка и десният ѝ приток Бадяриха на запад и северозапад, Алазея (влива се в Източносибирско море) на север, Колима на изток и Ожогина (ляв приток на Колима) на юг, на североизток от Момския хребет и югозападно от Колимската низина, в североизточната част на Якутия.
Платото има почти кръгла форма с диаметър около 300 km със средна надморска височина 350 m. Над вълнообразната му повърхност се издигат изолирани плоски масиви и хребети с височина от 400 до 954 m. Основата на платото е изградена от протерозойски гнайси, препокрити с девонски вулканогенни и юрски туфогенни наслаги, с вместени в тях интрузивни гранити. До височина 450 m се простират лиственични, заблатени редки гори, върху планински замръзнали почви, а в долините – крайречни тополови гори. До 600 m н.в. има редки храсти от кедров клек, а по-нагоре – планинска тундра. От платото водят началото си множество реки в т.ч. реките Алазея и Седедема (ляв приток на Колима).
През 1787 г. рускиятполярен изследовател и географ Гавриил Саричев по време на експедицията си в Североизточна Азия дава първите сведения и извършва първите изследвания на платото, а през 1870 г. руският държавен служител от естонски произход Герхард Майдел извършва първите му научни изследвания и топографското му картиране.